# Piazza della Rivoluzione francese
La piazza della Rivoluzione francese (in sloveno trg Francoske revolucije) è una piazza Lubiana, la capitale della Slovenia. 

## Storia
La piazza fu costruita nel 1793 successivamente alla demolizione delle porte di Križiška. Inizialmente fu chiamata piazza della Croce in onore dell'ordine teutonico che nelle vicinanze possedeva un monastero ed una chiesa. Tra il 1892 ed il 1928 fu invece chiamata piazza Valvasor.
Il 13 novembre 1928 il consiglio comunale della città la rinominò in piazza Napoleone. Su progetto dell'architetto Jože Plečnik e dello scultore Lojze Dolinar, nel 1929 venne realizzato un obelisco in marmo lesinese alto 13 metri. Sull'obelisco sono visibili due opere in bronzo, una raffigurante Napoleone ed una il volto femminile dell'Illiria. Alla sommità vi è posta una rappresentazione del vecchio stemma della Slovenia.
Il monumento fu chiamato Colonna d'Illiria in onore delle province Illiriche costituite da Napoleone dal 1809 al 1813, dove lo sloveno venne introdotto per la prima volta come materia d'insegnamento; proprio in quel periodo iniziò a nascere l'idea della nazione slovena. 
Nel 1937 fu realizzato ad opera dello scultore Zdenko Kalin un busto in onore di Simon Gregorčič. Nel 1952 l'assemblea popolare della città rinominò l'area in piazza della Rivoluzione francese.
Dal 18 luglio 2009 è classificata come monumento culturale d'importanza nazionale della Slovenia.

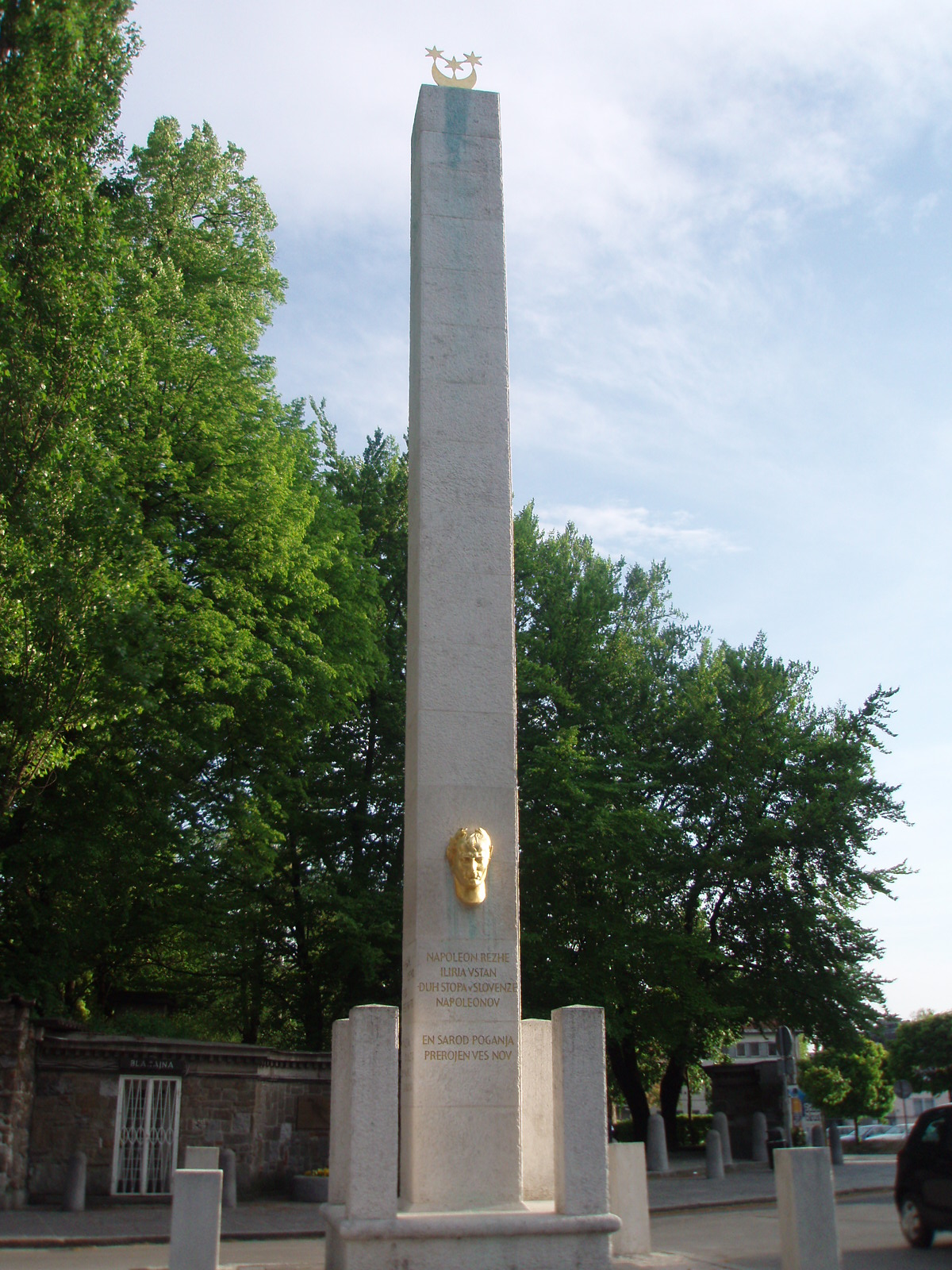
La Colonna d'Illiria presente nella piazza

Sulla piazza si affaccia la chiesa di Santa Maria Ausiliatrice ed il Museo della città di Lubiana.